# Rudi Stephan
Pour les articles homonymes, voir Stephan.
Rudi Stephan est un compositeur allemand, né à Worms (Grand-duché de Hesse) le 29 juillet 1887, décédé à Ternopil, aujourd'hui en Ukraine, appelé à l'époque Tarnopol et situé en Pologne, le 29 septembre 1915, tué lors des combats de la Première Guerre Mondiale, à l'âge de 28 ans.

## Biographie
Il étudie la musique auprès de Bernhard Sekles au Conservatoire Hoch de Francfort puis avec Heinrich Schwartz, Ludwig Thuille et Rudolf Louis (de) à l'Académie de Musique (Akademie der Tonkust) de Munich. Engagé au début de la Première Guerre mondiale, il est tué à 28 ans sur le front de Galicie en 1915, de sorte que le catalogue de ses œuvres (d'un romantisme impressionniste, voire expressionniste) est très réduit, mais néanmoins prometteur ; il comprend des Lieder, de la musique de chambre, des pièces avec orchestre et un opéra (plus des fragments d'œuvres diverses inachevées). Nombre de ses œuvres ont été détruites dans les bombardements. C'est son opéra, intitulé Die Ersten Menschen (de) et composé sur un livret d'Otto Borngräber (de) d'après sa pièce de théâtre, "Mystère érotique" interdite après sa création. Le Dutch National Opera (DNO) reprend cette œuvre rare et méconnue en juin 2021 dans une mise en scène de Calixto Bieito, sous la direction de François-Xavier Roth, avec John Osborn puis c'est au tour de l'opéra de Francfort, en juillet 2023, dans une mise en scène de Tobias Kratzer, et rapporte dans sa présentation le point de vue du critique Paul Bekker lors de la Première en 1920 « Hier hat sich eine eigene, neuartige Tonsprache von überraschender klanglicher Ausgiebigkeit herangebildet, deren Absonderlichkeiten auch da, wo sie zunächst befremden, den Stempel des Gemussten, nicht des Ertüftelten tragen. »

## Œuvres (sélection)
- 1905 : 2 lieder pour voix et piano ;
- 1906 : 2 lieder pour voix et piano ;
- 1907 : 2 lieder pour voix et piano ;
- 1908 : Opus 1 pour orchestre ;
- 1909 : Die Ersten Menschen (de), Les premiers hommes, opéra en deux actes, d'après "Mystère érotique" d'Otto Borngräber (de) - Dates de composition : 1909-1914 -  Première représentation à Francfort, 1 juillet 1920, sous la direction de Ludwig Rottenberg[5]
- 1911 : Music für sieben Saiteninstrumente,Musique pour sept instruments à corde (violon, alto, violoncelliste, contrebassiste, harpiste, pianiste)[6]
- 1910, 1911, 1913 : Musik für Geige und Orchester, musique pour violon et orchestre : composition de la première version en 1910, création de la première version en 1911, création de la deuxième version en 1913[7]

- 1912 : Musik für Orchester in einem Satz, Musique pour orchestre en un seul mouvement ; création à Iéna[8] ;
- 1913 : Enchantement d'amour (Liebeszauber), ballade pour baryton et orchestre , poèmes de Friedrich Hebbel, création à Munich[9]

- 1914 : 4 lieder pour voix et piano ; Musique pour quintette avec piano et contrebasse (version révisée, inachevée, de la Musique pour 7 instruments à cordes pré-citée) ;